# NGC 3588-1
NGC 3588-1 is een spiraalvormig sterrenstelsel in het sterrenbeeld Leeuw. Het hemelobject werd op 26 april 1883 ontdekt door de Amerikaanse astronoom Lewis A. Swift. Het ligt in de buurt van NGC 3588-2.

## Synoniemen
- UGC 6264
- MCG 4-27-9
- ZWG 126.11
- PGC 34219

## 68-δ Leonis
Vanaf de aarde gezien bevinden de stelsels NGC 3588-1 en NGC 3588-2 zich schijnbaar net ten zuiden van de betrekkelijk heldere ster 68-δ Leonis (Zosma). Op sommige telescopisch verkregen foto's waar de stelsels NGC 3588-1 en NGC 3588-2 op te zien zijn, kan tevens het schijnsel van Zosma opgemerkt worden.